# Северный Маноск
Се́верный Мано́ск (фр. Manosque-Nord) — кантон во Франции, находится в регионе Прованс — Альпы — Лазурный Берег, департамент Альпы Верхнего Прованса. Входит в состав округа Форкалькье.
Код INSEE кантона — 0413. Всего в кантон Северный Маноск входит 3 коммуны, из них главной коммуной является Маноск.
Кантон основан в 1973 году.

## Коммуны кантона
| Коммуна          | Население, чел. (2006) | Почтовый индекс | Код INSEE |
| ---------------- | ---------------------- | --------------- | --------- |
| Волькс           | 2 926                  | 04130           | 04245     |
| Маноск           | 9 210                  | 04100           | 04112     |
| Сен-Мартен-лез-О | 104                    | 04300           | 04190     |

## Население
Население кантона на 2007 год составляло 12 711 человек.
| 1962 | 1968 | 1975 | 1982 | 1990   | 1999   | 2006   | 2007   | 2008 |
| ---- | ---- | ---- | ---- | ------ | ------ | ------ | ------ | ---- |
| —    | —    | —    | —    | 10 828 | 11 388 | 12 240 | 12 711 | —    |